# Siegfried Sassoon

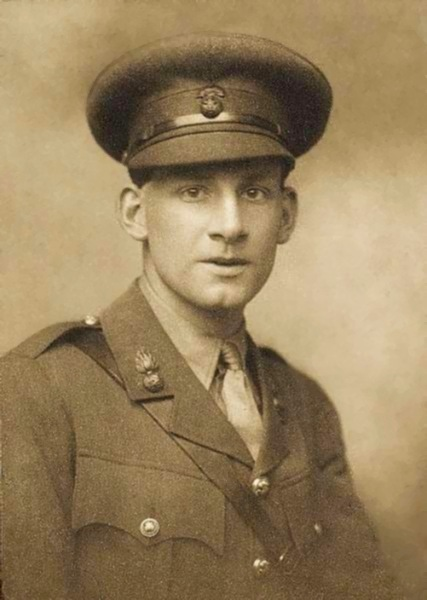
Foto av Sassoon, 1915

Siegfried Sassoon, född 8 september 1886 i Matfield, Kent, död 1 september 1967 i Heytesbury, Wiltshire, var en brittisk poet och författare. Han slog igenom som poet under första världskriget och ägnade sig senare också åt prosaförfattande, främst i den halvt självbiografiska trilogin The Complete Memoirs of George Sherston.

## Biografi
Sassoon var av judisk härkomst på fädernet. Sitt tyskklingande förnamn fick han för att modern var förtjust i Wagner. Under sin ungdom ägnade sig Sassoon mest åt engelsk rävjakt sedan han misslyckats (eller inte velat slutföra) sina studier. Under denna period skrev han en del poesi men fick inte någon större uppmärksamhet. Han anmälde sig som frivillig vid världskrigets utbrott 1914 men en rad omständigheter (bland annat en bruten arm) gjorde att det dröjde innan han var i aktiv strid. I kriget miste Sassoon sin bror och många nära vänner, vilket påverkade honom djupt. Han blev god vän med poeterna Robert Graves (som överlevde kriget) och Wilfred Owen (som stupade 1918). 
Sassoon fick sitt genombrott som satirisk poet med pacifistiska undertoner. Då han i ett öppet brev ifrågasatte målen med kriget hamnade han på sjukhus, officiellt för granatchock. Detta räddade honom från krigsrätt och en trolig avrättning. Efter kriget fortsatte Sassoon publicera poesi men blev även firad som författare, främst med den halvt självbiografiska trilogin När vi red efter räv, Vi föll in i ledet och Åter i tjänst. Sassoon uppträdde här under namnet George Sherston och här finns porträtt av bland andra Graves och många av hans andra bekanta. Sassoon, som var homosexuell, gifte sig och fick en son men äktenskapet havererade efter andra världskriget. Mot slutet av livet konverterade han till katolicismen.

## Bibliografi

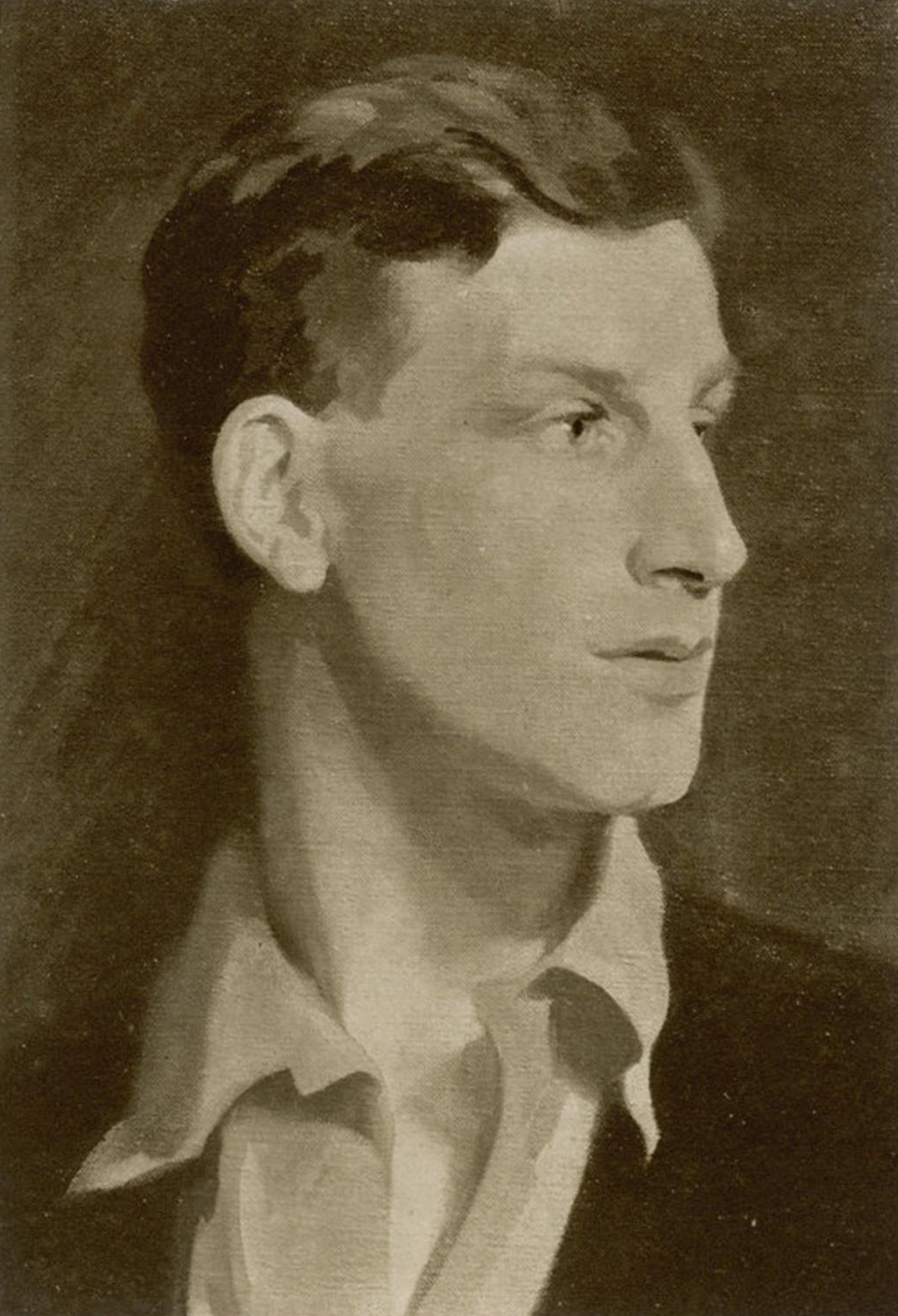
Siegfried Sassoon, Porträtt målat av Glyn Warren Philpot

### Lyrik
- The Daffodil Murderer (John Richmond: 1913)
- The Old Huntsman (Heinemann: 1917)
  - They
- Glory of Women (1917)
- The General (april 1917)
- Does it Matter? (1917)
- Counter-Attack (Heinemann: 1918)
- Dreamers (1918)
- Suicide in the Trenches (Heinemann: 1918)
- The Hero (Henry Holt, 1918)
- Picture-Show (Heinemann: 1919)
- War Poems (Heinemann: 1919)
- Aftermath (Heinemann: 1920)
- Recreations (privattryck: 1923)
- Lingual Exercises for Advanced Vocabularians (privattryck: 1925)
- Selected Poems (Heinemann: 1925)
- Satirical Poems (Heinemann: 1926)
- The Heart's Journey (Heinemann: 1928)
- Poems by Pinchbeck Lyre (Duckworth: 1931)
- The Road to Ruin (Faber and Faber: 1933)
- Vigils (Heinemann: 1935)
- Rhymed Ruminations (Faber and Faber: 1940)
- Poems Newly Selected (Faber and Faber: 1940)
- Collected Poems (Faber and Faber: 1947)
- Common Chords (privattryck: 1950/1951)
- Emblems of Experience (privattryck: 1951)
- The Tasking (privattryck: 1954)
- Sequences (Faber and Faber: 1956)
- Lenten Illuminations (Downside Abbey: 1959)
- The Path to Peace (Stanbrook Abbey Press: 1960)
- Collected Poems 1908-1956 (Faber and Faber: 1961)
- The War Poems redaktör Rupert Hart-Davis (Faber and Faber: 1983)

### Prosa
- Memoirs of a Fox-Hunting Man (Faber & Gwyer: 1928)
- Memoirs of an Infantry Officer (Faber and Faber: 1930)
- Sherston's Progress (Faber and Faber: 1936)
- Complete Memoirs of George Sherston (Faber and Faber: 1937)
- The Old Century (Faber and Faber: 1938)
- On Poetry (University of Bristol Press: 1939)
- The Weald of Youth (Faber and Faber: 1942)
- Siegfried's Journey (Faber and Faber: 1945)
- Meredith (Constable: 1948)

## Utgivet på svenska
- När vi red efter räv 1949
- Vi föll in i ledet 1952
- Åter i tjänst 1955

## Priser och utmärkelser
- Hawthornden Prize 1928 för Memoirs of a Fox-Hunting Man